# Lewis & Clark College
Das Lewis & Clark College ist ein privates liberal arts college (allgemeinbildendes College) in Portland (Oregon), Vereinigte Staaten. Es besteht aus einem Undergraduate College of Arts and Sciences (College für Künste und Wissenschaft), einer School of Law (Rechtsschule) und einer Graduate School of Education and Counseling (Bildung und Beratung). Lewis & Clark ist Mitglied der Annapolis Group von Colleges mit Sportangeboten, die in der National Collegiate Athletic Association (NCAA Division III, Northwest Conference) Wettkämpfe veranstalten. Etwas mehr als 2.000 Studenten besuchen das College of Arts and Sciences. Die Studenten rekrutieren sich aus mehr als 50 Ländern, sowie vielen US-Bundesstaaten. Die School of Law ist vor allem für ihr Programm in Umweltrecht bekannt und die Graduate School of Education & Counseling engagiert sich in Gemeindeberatung und Sozial-Gerechtigkeit.
Das College entstand als Albany Collegiate Institute 1867 in Albany und wurde 1938 auf den Campus in Portland verlegt. 1942 wurde der neue Name Lewis & Clark College nach der Lewis and Clark Expedition angenommen. Heute nutzen die drei Schools mit den zugehörigen Einrichtungen einen Campus mit einer Fläche von 137 acres (55,4 ha) rund um das M. Lloyd Frank Estate am Palatine Hill im Stadtviertel Collins View im Südwesten von Portland.

## Geschichte

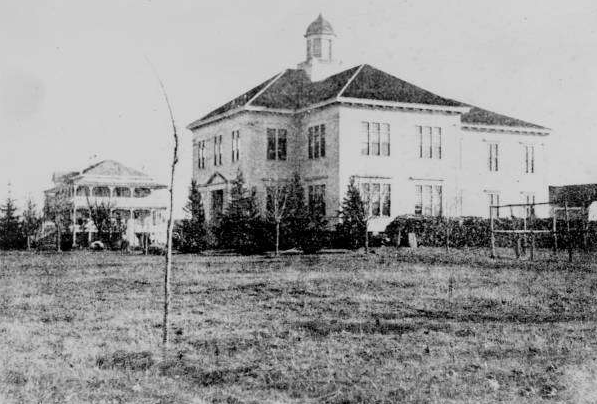
Albany College Administration Building.

Wie viele andere heutige Bildungseinrichtungen entstand das College aus der Bildungseinrichtung einer bestimmten Religionsgemeinschaft, in diesem Fall aus der Hochschule der Presbyterianischen Pioniere in Oregons Willamette Valley. Dazu gründete die Presbyterian Church 1858 die Albany Academy. Das Lewis & Clark ist damit eines von vier Colleges in Oregon, deren Gründung noch vor der Gründung des Staates Oregon datiert (Zusammen mit Willamette University, Pacific University und Linfield College). Bereits im ersten Jahrzehnt nach der Gründung konzentrierte sich die Albany Academy auf weiterführende Studien und nahm 1866 den Namen Albany Collegiate Institution an. Das Offizielle Gründungsdatum von Lewis & Clark’s College bezieht sich auf die Charter, die seit der Gründung durch die Presbyterian Church als Albany College 1867 gültig ist. Im Unterschied zu den meisten anderen Colleges der Pionier-Zeit in der Region, war das College von Anbeginn coeducational. Die erste Jahrgangspromotion machte 1873 den Abschluss. Der erste Campus mit 7 acre (2,8 ha) in Albany befand sich auf einem Grundstück, das von der Familie Monteith gestiftet worden war. 1892 wurde das Schulgebäude vergrößert und 1925 zog die Schule um in den Süden von Albany, wo sie bis 1937 bestand.
Das Albany College richtete 1934 im Norden von Portland ein Junior College ein und 1939 zog die Schule insgesamt nach Portland um. In den ehemaligen Campus zog später das Albany Research Center der Bundesregierung. 1942 erwarben die College Trustees das Anwesen Lloyd Frank Fir Acres Estate in Südwest-Portland. Das Anwesen hatte den Besitzern des Kaufhauses Meier & Frank in Portland gehört. Die Schule nahm den Namen Lewis & Clark College an. Das Schul-Maskottchen Pirates wurde 1946 zu Pioneers.

## Präsidenten
| Präsident              | Platz   | Einsetzungsjahr |
| ---------------------- | ------- | --------------- |
| David Ellis            | interim | 2017            |
| Barry Glassner         | 24      | 2010            |
| Thomas J. Hochstettler | 23      | 2004            |
| Michael Mooney         | 22      | 1989            |
| James A. Gardner       | 21      | 1981            |
| John R. Howard         | 20      | 1960            |
| Morgan Odell           | 19      | 1942            |
| …                      |         |                 |
| Elbert Condit          |         | 1879            |
| William Monteith       | 1       | 1867            |

## Studium
Das College ist in drei Schulen unterteilt: College of Arts and Sciences (CAS), Law School und Graduate School of Education and Counseling.
Das College of Arts and Sciences bietet Kurse an in Kunst, Kunstgeschichte, Biochemie und Molekularbiologie, Biologie, Chemie, Philologie, Computerwissenschaften, Tanz, Ost-Asien-Studien, Wirtschaft, Englisch, Umweltstudien, Ethnologie, Fremdsprachen (unter anderem Chinesisch, Französisch, Deutsch, Spanisch, Japanisch, Russisch), Gender Studies, Geschichte, Internationale Beziehungen, Latein-Amerika-Studien, Mathematik, Musik, Neurowissenschaften (Neuroscience), Philosophie, Physik, Politische Ökonomie, Politikwissenschaften (Political Science), Psychologie, Religious Studies, Rhetorik und Medienwissenschaften, Soziologie und Anthropologie, und Theater.
National beachtet sind die Kurse in Biologie, Internationalen Beziehungen, Psychologie, Fremdsprachen und Umweltstudien. Das College hat sich an Festivals der klassischen Musik in Dublin und auf den Griechischen Inseln beteiligt.
Darüber hinaus gibt es ein vielfältiges Austauschprogramm mit Übersee, es gibt Austauschprogramme mit etwa 36 Ländern und seit den 1960er Jahren haben mehr als 60 % der Undergraduates im Ausland studiert. Lewis & Clark ist auch eine der wenigen US-amerikanischen Institutionen, die ein Austauschprogramm mit Kuba anbieten.

### Zulassung
Für den Abschlussjahrgang 2018 (eingeschrieben 2014) erhielt Lewis & Clark 6.244 Bewerbungen, 4.160 (66,6 %) wurden angenommen und letztlich 564 immatrikuliert (13,6 % der angenommenen Bewerbungen). 41 % der High School Senior-Studenten und 38 % der Freshmen hatten Noten im Bereich der Top Ten ihrer Klassen und 79 % lagen im Viertel der besten.

## Rankings
Das jährliche Ranking des U.S. News & World Report von 2017 bezeichnet Lewis & Clark als „more selective“ und stellt es im Ranking an Stelle 87 der besten Liberal Arts College in den Vereinigten Staaten. Forbes stellte das College 2016 an Stelle 156 seines America’s Top Colleges Ranking.

## Campus

### Anlage

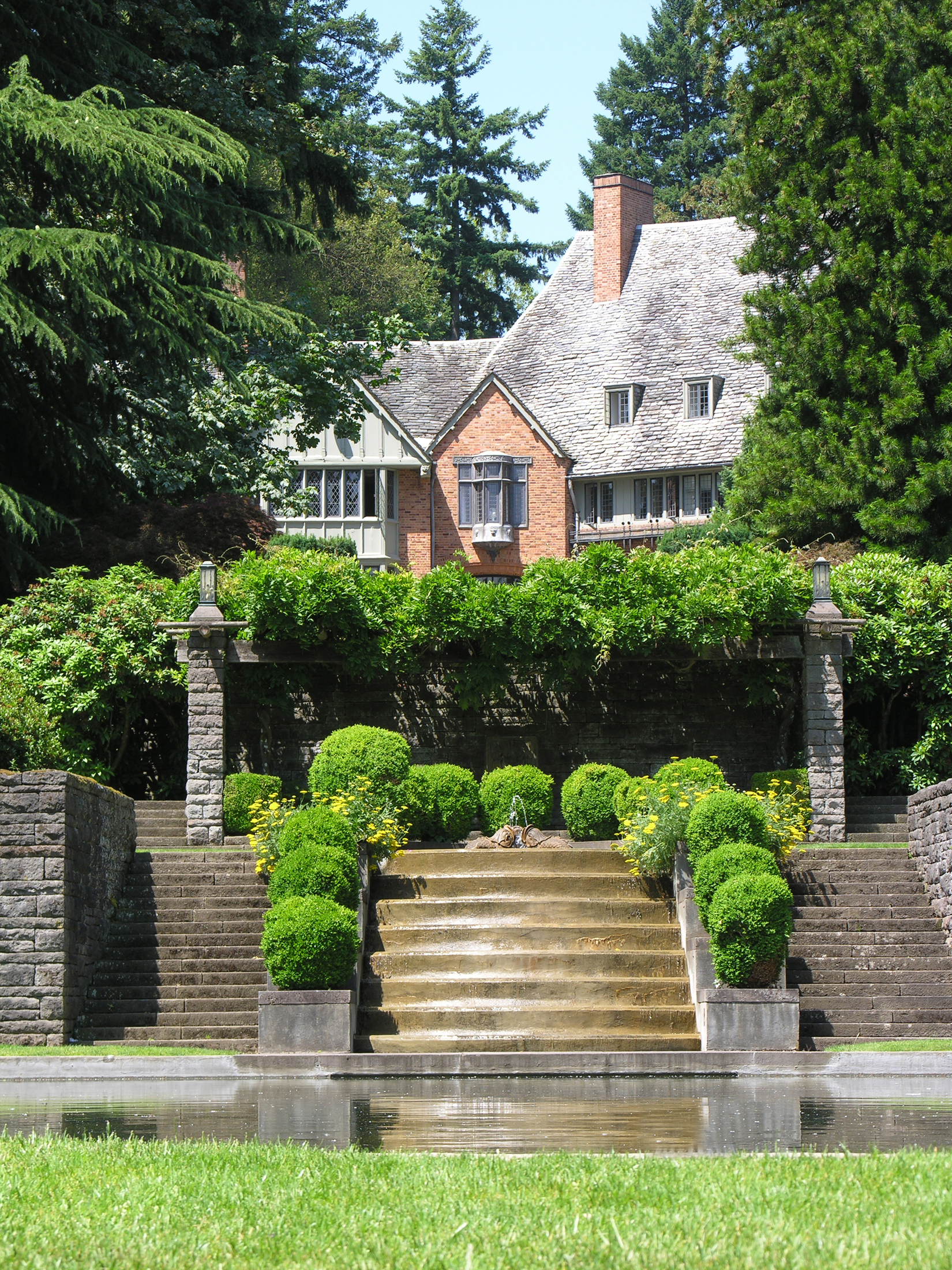
Frank Manor House.

Lewis & Clarks Campus mit einer Fläche von 55,4 ha liegt auf dem Palatine Hill in Collins View, Portland. der Campus ist zum Teil bewaldet und grenzt direkt an das Tryon Creek State Natural Area (645 acre, 2,61 km²) an. Eines der Gebäude hat einen Preis für nachhaltiges Bauen gewonnen, während andere Gebäude bemerkenswerte historische Gebäude sind, wie zum Beispiel das Frank Manor House (geplant von Herman Brookman) und Rogers Hall (früher: Our Lady of Angels convent of The Sisters of St. Francis).
Aufgrund der landschaftlich schönen Umgebung erhielt Lewis & Clark im Jahr 2009 im Princeton Review einen Platz unter den Top Ten der „Most Beautiful Campuses“, ebenso bei „Travel+Leisure“ und einem unabhängigen Architektur-Blog.

### Wohnheime

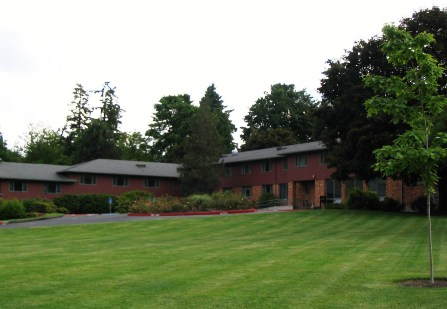
Stewart Residence Hall.

Alle Studenten sollen in den ersten zwei Jahren auf dem Campus wohnen, sofern sie nicht Einwohner von Portland sind. Die Wohnheime sind Stewart-Odell-Akin (SOA), Forest (Alder, Manzanita, Juniper, Spruce, Ponderosa), Hartzfeld, Holmes, Platt-Howard, Copeland und die „on-campus apartments“ East, Roberts und West.
Die Wohnheime legen thematische Schwerpunkte: Health and Wellness, Multicultural Dorm, Visual and Performing Arts (VAPA), Global Village, Nur für Frauen, Outdoor Pursuits, Environmental Action.

## Studium

### Nachhaltigkeit

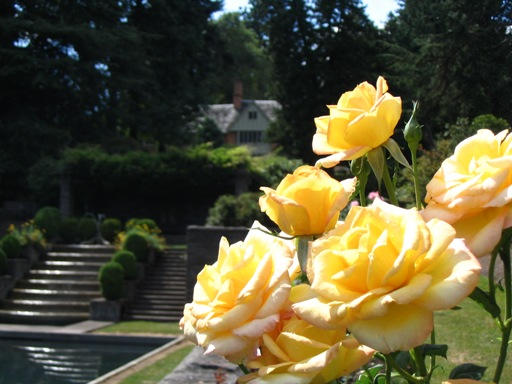
Viele Rosen wachsen auf dem Campus von Lewis & Clark College.

Nachhaltigkeit ist ein wichtiges Thema am College. Seit 2012 wird 100 % des benötigten elektrischen Stromes durch erneuerbare Energien erzeugt, wobei der LEED-certified level für alle College-Projekte eingehalten werden muss.

### Sport
Lewis & Clark unterhält momentan 19 Sport-Teams (9 m, 10 w, varsity sports teams), sowie Sportanlagen wie das Pamplin Sports Center und das Griswold Stadium. Die Sportteams werden Pioneers genannt. Die Team-Farben sind Orange und Schwarz. Die Pioneers treten innerhalb der Northwest Conference gegen andere Institutionen im Pazifischen Nordwesten an. Einer von fünf Undergraduates ist offiziell als Student Athlete eingetragen. Auch andere Sportarten wie Ultimate Frisbee und Kämpfe mit Polsterwaffen (Boffing) erfreuen sich großer Beliebtheit. Darüber hinaus haben Studenten weitere Wettbewerbe erfunden, unter anderem Ninja und Wolvetch,

### Verkehr

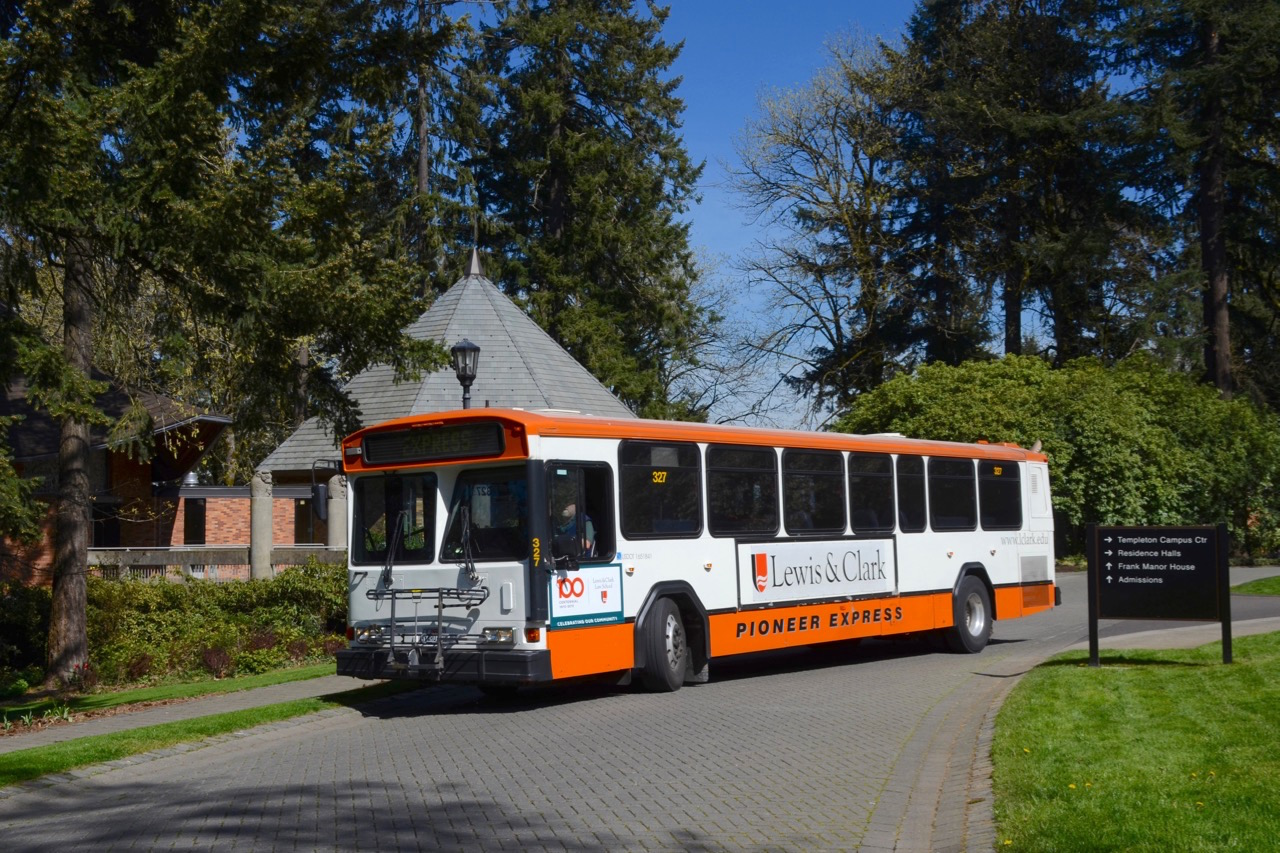
Pioneer Express Shuttle Bus bei der Abfahrt nach Portland, 2016.

Der Pioneer Express (Pio Express) ist eine Busverbindung, die vom College unterhalten wird. Die TriMet Linie 39 verkehrt zwischen dem College und dem Stadtviertel Hillsdale.

## Persönlichkeiten
- Stephen Dow Beckham, Historiker[26]
- Greta Binford, Biologin[27]

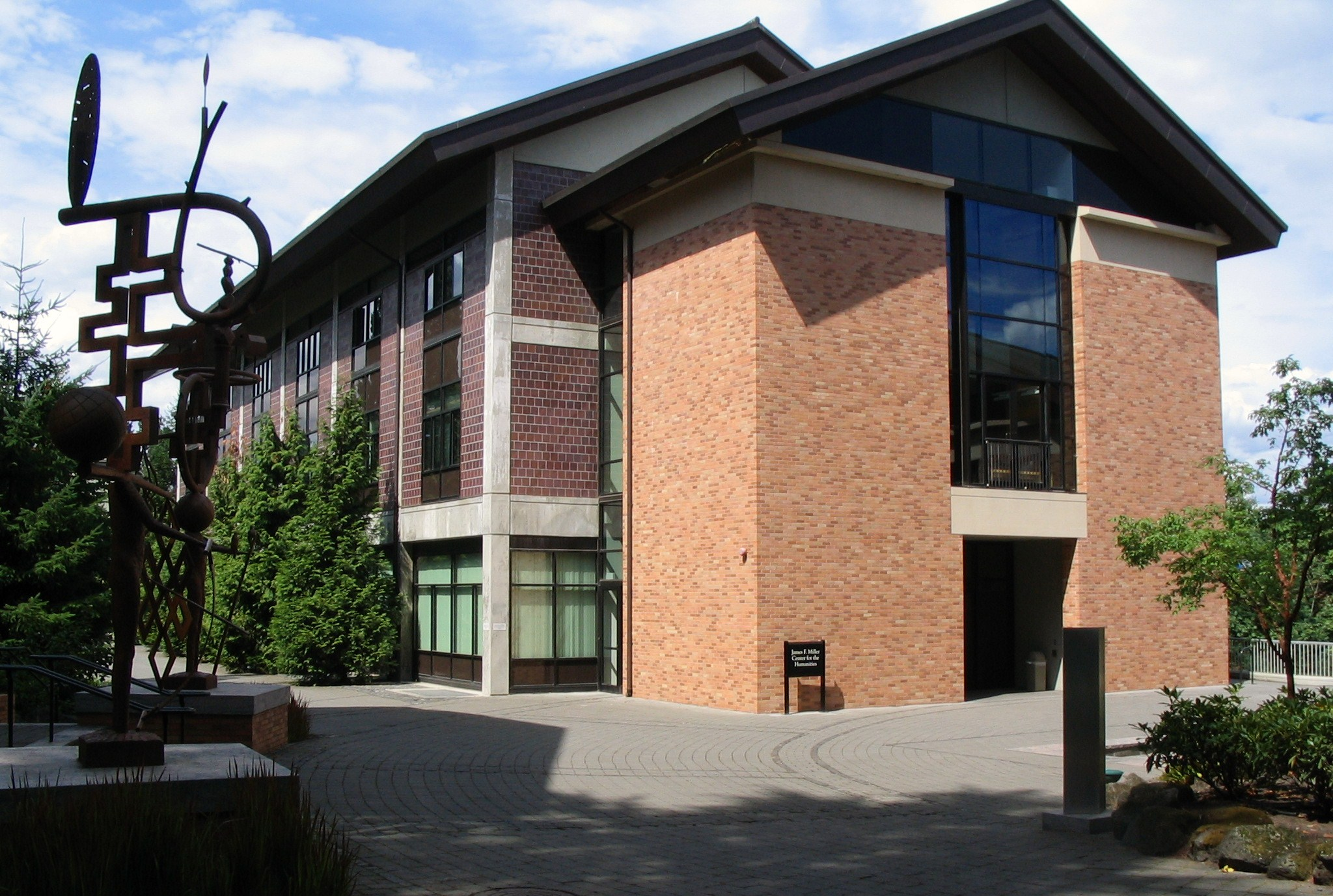
Miller Center for the Humanities.

- John F. Callahan, Morgan S. Odell Professor of Humanities und Literary Executor des Ralph Ellison’s Estate.
- Elbert Nevius Condit (1846–1900), Presbyterianischer Pastor, Präsident (1879–?) des Albany Collegiate Institute.[28]
- Jerusha B. Detweller-Bedell, Associate Professor of Psychology, „Professor of the Year 2008“ (CASE)[29]
- Bob Gaillard – Basketball-Trainer
- Michael Mooney – Präsident (1989–2003)[30]
- Robert B. Pamplin, Jr., Unternehmer, Philanthrop, Trustee[31]
- Vern Rutsala, Dichter[32]
- Kim Stafford, Schriftsteller[33]
- William Stafford, Dichter[34]
- Anthony Swofford, ehemals Adjunct Professor of Humanities, Verfasser von Jarhead (Golfkriegsmemoiren)[35]
- Mary Szybist, Dichterin[36]
- Phyllis Yes, Künstlerin

### Absolventen
- Penn Badgley (2005), Schauspieler
- Jules Bailey (2001), Politiker

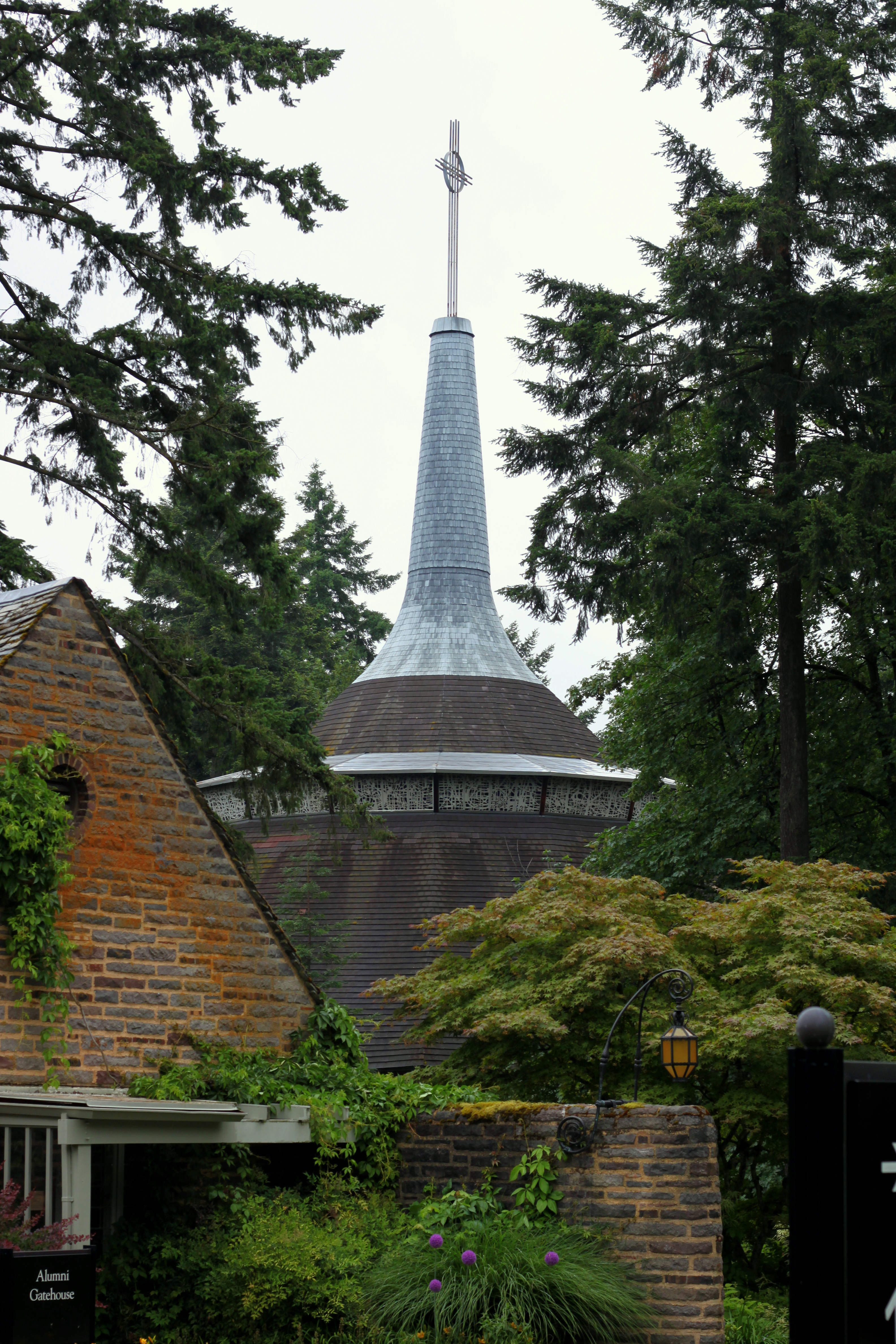
Flanagan Chapel.

- Becca Bernstein (2000), Künstlerin
- Matt Biondi, Olympiateilnehmer, Schwimmer und Wasserballspieler.
- Amber Case, Harvard’s Berkman Klein Center for Internet and Society, 2016.
- Earl Blumenauer (1970, J.D. 1976), U.S. Representative[37]
- Don Bonker (1964), U.S. Representative[38]
- Kate Brown (1985), 38. Gouverneurin von Oregon[39]
- Larry Campbell (1953), Speaker des Oregon House of Representatives[40]
- Donald Eric Capps (1960), Pastoraltheologe
- Ever Carradine (1996), Schauspielerin[41]
- Haben Girma (2010), Aktivistin für Behindertenrechte
- Genevieve Gorder (1996), Fernseh-Persönlichkeit[42]
- Alan L. Hart (1912, Albany College), Mediziner, Tuberkulose-Forscher
- Jeanne Holm (1956), erste weibliche Brigadier General der U.S. Air Force und erste Major General der Streitkräfte der Vereinigten Staaten[43]
- Jon Jaqua (1970), Fußballer bei den Washington Redskins.
- Oleg D. Jefimenko (1952), Mediziner
- Percy R. Kelly (1887, Albany College), Oberster Richter des Oregon Supreme Court.
- Marcia S. Krieger (1975), Richterin am United States District Court for the District of Colorado[44]
- Monica Lewinsky (1995), Praktikantin im Weißen Haus (Lewinsky-Affäre)[45]
- Jake Longstreth (1999), Künstler und Radiomoderator[46]
- Ronald A. Marks (1978), CIA-Beamter[47]
- Myah Moore (2003), Miss Oregon USA 2003.[48]
- Muhammad bin Nayef, stellvertretender Kronprinz von Saudi-Arabien.[49][50]
- Mark V. Olsen, (1977), Produzent der HBO-Serie Big Love[51]
- Ward Plummer (1962), Physiker
- Markie Post (1975), Schauspielerin
- Sagala Ratnayaka (1993), sri-lankischer Politiker und Agronom
- Kurtis Schaeffer (1988), amerikanischer buddhistischer Gelehrter
- Bill Walker (1973), 11. Governor of Alaska
- Pete Ward (1962), Major-League-Baseball-Spieler[52]
- Matt Wuerker (1979), Cartoonist und Pulitzer-Preis-Träger